# Фудзита, Масатакэ
Масатакэ Фудзита (яп. 藤田 昌武 Фудзита Масатакэ) (21 апреля 1937 — 28 мая 2014) — японский айкидока, инструктор Айкидо Айкикай в Хомбу Додзё.

## Биография
Окончил факультет политики и экономики в Университете Такусёку (англ. Takushoku University) в Токио (1956—1960). Сихан Айкикай 8 дан айкидо, ученик основателя айкидо — Морихэя Уэсибы. Директор общего отдела Айкикай в Хомбу Додзё. Постоянный директор Всеяпонской федерации айкидо. Директор Японского Будо-Совета. Технический советник Японского международного агентства. Ревизор Японской ассоциации мировых игр. Технический супервизор Британской, Молдавской, Болгарской, Венгерской федерации айкидо, Ассоциации айкидо айкикай Украины, Айкикай Эстонии и Литвы, Федерации Айкикай Республики Татарстан, Постоянный гостевой инструктор Нидерландской культурной федерации Айкидо, постоянный гостевой инструктор Фонда развития Айкикай Айкидо «Ямато» в Санкт-Петербурге. В начале 2006 года был награждён знаком отличия за заслуги в области распространения боевых искусств Японии, знаком отличия «Большой Белый Крест» войск специального назначения Украины, орденом « Честь и Слава» 3 степени — Украина.
28 мая 2014 года Фудзита умер. Предыдущие пять лет он находился в бессознательном состоянии после инсульта.